# СкретчДжр
СкретчДжр (англ. ScratchJr) — це мова візуального програмування, призначена для ознайомлення дітей віком 5–7 років з навичками програмування. Додаток вважається початковою мовою програмування. Він доступний як безкоштовний додаток для iOS, Android і Хромбук.
СкретчДжр є похідною від мови Скретч, якою користуються понад 10 мільйонів людей у всьому світі. Однак програмування в Скретч вимагає базових навичок читання, тому його творці побачили потребу в іншій мові, яка б забезпечила спрощений спосіб навчання програмуванню в молодшому віці й без читання чи математики.

## Історія
СкретчДжр був розроблений спільною командою, до складу якої входили Марина Умаскі Берс з Університету Тафтса, Мітчел Резнік з медіа-лабораторії Массачусетського технологічного інституту, Паула Бонта та Браян Сільверман з Playful Invention Company. Проєкт отримав грант у розмірі 1,3 мільйона доларів від Національного наукового фонду та зібрав додаткові кошти на платформі Кікстартер. Перший випуск для iPad було запущено в липні 2014 року; версія для Android була випущена в березні 2015 року, а програма для Хромбук з'явилася в березні 2016 року. Існує також версія під назвою ПБС Кідс СкретчДжр, яка була випущена спільно з ПБС Кідс у 2015 році. Ця версія містить спрайти та фонове зображення з популярних дитячих мультсеріалів.

## Інтерфейс користувача
Діти створюють код в об'єктах, які називаються спрайтами, які можуть бути персонажами чи іншими об'єктами. СкретчДжр має бібліотеку спрайтів; їх можна редагувати або створювати нові за допомогою редактора.
Код створюється шляхом перетягування блоків у область кодування та з'єднання їх разом. Усі блоки повністю описані тільки ілюстраціями (без тексту), тому діти можуть використовувати цю мову, перш ніж вони зможуть читати. Блоки з'єднуються зліва направо, як слова.
Інтерфейс користувача набагато простіший, ніж у Скретч. Як кількість категорій блоків програмування, так і кількість блоків у кожній категорії було зменшено, так що збереглися лише основні.
Окрім спрайтів, діти можуть додавати фони до проєктів, щоб надати їм обстановку та атмосферу. Кожен фон розглядається як сторінка в книзі та має власний набір спрайтів. Проєкт може мати максимум 4 фони.